# پرتلشتاین
پرتلشتاین (به آلمانی: Pertlstein) یک منطقهٔ مسکونی در اتریش است که در زودوست‌اشتایرمارک واقع شده‌است. پرتلشتاین ۹٫۲۹ کیلومتر مربع مساحت دارد ۲۷۴ متر بالاتر از سطح دریا واقع شده‌است.